# Artemidor (geograf)

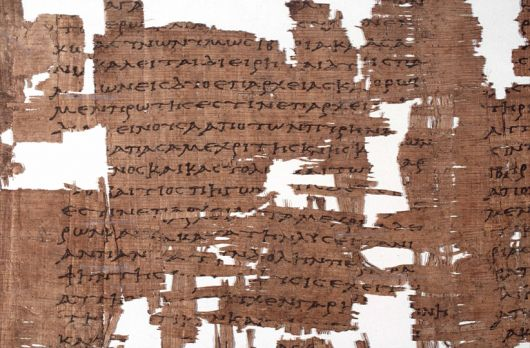
Papirus Artemidora

Artemidor z Efezu (gr. Ἀρτεμίδωρος, Artemídōros, łac. Artemidorus, Artemidorus Ephesius, II/I wiek p.n.e. – grecki geograf, podróżnik i poseł, którego akme przypadało na lata 104-100 r. p.n.e.
Został wybrany posłem przez mieszkańców Efezu do Rzymu w sprawie dochodów z dwóch jezior leżących obok ujścia rzeki Kaystros (tur. Küçük Menderes – Mały Meander). Należały one do świątyni Artemidy. Zagarnięte przez królów hellenistycznych, zostały oddane przez Rzym, jednak niebawem publikanie zabrali je siłą. Artemidor, jako poseł, wywiązał się ze swego zadania. Dzięki niemu Efez odzyskał zwrot jezior oraz władzę nad zbuntowanym regionem Herakleotis. Miasto będąc wdzięczny Artemidorowi, wystawiło mu złoty wizerunek w świątyni (Strabon, Geografia, XIV 1,26). Markianos z Heraklei, powołując się na Menipposa, stwierdził, że Artemidor widział Gadejrę, ocean za Słupami Heraklesa oraz Hiszpanię. Z pewnością był w Aleksandrii. 
Artemidor napisał Geofrafumena (gr. Γεωγραφούμενα, Geōgrafoúmena), dzieło liczące jedenaście ksiąg. Ten typ dzieła, w przeciwieństwie do geografii, nie wymagał znajomości od autora pomiarów astronomicznych i wyliczeń matematycznych. Zachowały się z tego dzieła tylko obszerne fragmenty w Geografii Strabona – bezpośrednie lub za pośrednictwem Posejdoniosa z Rodos. Cytowali to dzieło także Pliniusz Starszy, Stefanos z Bizancjum oraz Markianos z Heraklei (V w. n.e.), epitomator dzieła Artemidora, zachowanego także we fragmentach. Dzieło Artemidora wykorzystywali także Agathemeros oraz Pauzaniasz.
Pierwsza księga stanowiła wstęp do dzieła, opisując wielkość ojkumene („obszar zamieszkany”) oraz dzieje odkryć zachodnich i północnych rejonów Europy. Druga księga traktowała o Hiszpanii, trzecia o Galii, czwarta o Italii, piąta o Grecji z wyspami. W księdze VI opisywał północną część Grecji, Macedonię, Trację oraz wybrzeża Morza Czarnego po Tanais. Siódma księga przedstawiała Afrykę wraz z Libią. Pozostałe zaś księgi traktowały o Azji, do której zaliczał także Egipt. W księdze VIII Artemidor opisał Egipt, Etiopię, Nubię oraz Arabię, w IX Indie, Partię, Fenicję i południową Azję Mniejszą, zaś pozostałą część opisał w księdze X. Ostatnia księga XI traktowała o terenach, leżących na południowych i wschodnich wybrzeżach Morza Czarnego. Dzieło nie podawało tylko suche informacje geograficzne o miejscowościach oraz odległościach. Zanotowało także dane etnograficzne, o florze i faunie, a może nawet historyczne. Artemidor zamieszczał informacje z własnych obserwacji oraz z dzieł m.in. Hekatajosa z Miletu, Ktezjasza z Knidos, Efora, Timajosa, Timosthenesa, Eratostenesa, Polibiusza oraz Agatarchidesa z Knidos.
Niedawno odkryto obszerne fragmenty jego dzieła, w formie tzw. papirusu Artemidora. Znaleziono go wewnątrz egipskiej trumny, gdzie służył za kartonaż (wypełnienie). Wydano je w krytycznym opracowaniu w 2008 r. Ten około trzymetrowej długości papirus został napisany w I w., być może w Aleksandrii. Zawiera m.in. pierwszą mapę Półwyspu Iberyjskiego i wiele innych różnego typu ilustracji, np. prawdziwych zwierząt, jak i mitycznych. Mapa jest niekompletna i nie ma nazwy. Papirus został następnie zapewne sprzedany jako makulatura. Papirus - który został kupiony przez fundację na 3.369.850 dolarów - jest obecnie własnością turyńskiego Banco di San Paolo. Nadal się toczą dyskusje nad autentycznością papirusu. Są poważne argumenty, że mamy tu do czynienia z XIX-wiecznym, sprytnym fałszerstwem. W 2007 r. badania przeprowadzone przez L. Canforę stwierdziły, że tekst nie może być papirusem z tekstem Artemidora, lecz został sfałszowany, być może przez Konstantyna Simonidesa.

## Wydania fragmentów
- Geographi Graeci Minores. E codicibus recognovit prolegomenis annotatione indicibus instruxit tabulis aeri incisis illustravit C. Mullerus, Vol. I, Paryż 1855, s. 574-576.
- Stiehle R., Der Geograph Artemidoros von Ephesos, „Philologus” XI (1856), s. 193-244.